# Skuldelev
Skuldelev är en småstad med knappt 900 invånare i Frederikssunds kommun på Nordsjälland i Danmark.
Orten ligger vid Roskildefjorden och har givit namn till Skuldelevskeppen från 1000-talet som hittades i slutet av 1950-talet i ett sund utanför Skuldelevs hamn och grävdes ut 1962.
Skuldelevs kyrka är från 1100-talet.